# Seznam osebnosti iz Občine Tolmin
Seznam osebnosti iz Občine Tolmin vsebuje osebnosti, ki so se tu rodile, delovale ali umrle.

## Humanistika
- Tomaž Rutar, duhovnik, arheolog (1807, Poljubinj – 1877, Most na Soči)
- Andrej Kragelj, klasični filolog, prevajalec (1853, Modrejce – 1901, Gorica)
- Janez Sedej, duhovnik (1866, Cerkno – 1924, Grahovo ob Bači)
- Andrej Munih, publicist (1875, Podbrdo – 1919, Mogojnica pri Celju)
- Nikolaj Sedej, duhovnik (1880, Cerkno – 1925, Obloke)
- Karel Kovač, zgodovinar (1880, Ljubljana – 1917, Tolmin)
- Venceslav Bele, pesnik, pisatelj, publicist, kulturni delavec, duhovnik; popisoval cerkveno umetnost: napisal Nekaj cerkvenih spomenikov iz tolminske dekanije (1887, Višnjevik – 1938, Gorica)
- Josip Gaberšček (Jožef), urednik, politik, novinar, tigrovec, orjunaš (1898, Ljubinj – 1948, Beograd)
- Marija Rutar, muzejska delavka, etnologinja, učiteljica (1903, Tolmin – 1979, Sežana)
- Ivan Šavli, šolnik, prevajalec, literarni zgodovinar (1907, Sela nad Podmelcem – 1976, Trst)
- Božidar Božič, ekonomist, publicist in časnikar (1907, Most na Soči – neznano)
- Danilo Golob, klasični filolog, učitelj (1909, Grahovo ob Bači – 1992, Ljubljana)
- Ciril Kutin, slavist, prevajalec (1911, Volarje – 1975, Volarje)
- Hinko Uršič, geograf, zgodovinar (1911, Šmaver pri Gorici – 1994, Tolmin)
- Jadviga Komac, prevajalka (1912, Most na Soči – neznano)
- Anton Bajt, duhovnik, bibliotekar, zgodovinar, publicist (1913, Tolmin – 1998, Ljubljana)
- Franc Munih, učitelj, zgodovinar, publicist (1914, Volče – 2003, Ilirska Bistrica)
- Peter Flander, nabožni publicist (1917, Zakojca – 1977, Podbrdo)
- Jožko Kragelj, pisatelj, prevajalec, publicist, duhovnik (1919, Modrejce – 2010, Vipava)
- Marta Filli, publicistka, prevajalka, knjižničarka, učiteljica, častna občanka Občine Tolmin (1926, Tolmin – 2018, neznano)
- Jože Valentinčič, pedagog, andragog (1926, Podbrdo – 2013 Ljubljana)
- Janez Dolenc, literarni zgodovinar, učitelj, alpinist, slavist (1926, Čatena Ravan – 2012, Tolmin)
- Ivan Jermol, kulturni delavec (1932, Tolmin – 2003, Šempeter pri Gorici)
- Jožko Šavli, publicist, raziskovalec, zgodovinar, avtor venetske teorije (1943, Zatolmin – 2011, Gorica)
- Silvester Gaberšček, politik, sociolog, etnolog (1952, Tolmin –)

## Znanost
- Anton Muznik, zdravnik (1726, Tolmin – 1803, Gorica)
- Valentin Brusati, zdravnik (1738, Čiginj – neznano)
- Viktor Ziernfeld, gozdarski inženir, publicist (1883, Kneža – 1943, Bistrica ob Dravi)
- Josip Sustič, kmetijski strokovnjak (1889, Tolmin – 1974, Ljubljana)
- Milan Mikuž, strojni inženir, slikar (1895, Most na Soči – 1976, Most na Soči)
- Franc Štrukelj, gradbeni inženir, jamar, publicist (1897, Modrejce – 1974, Bača pri Modreju)
- Marija Perpar, kemičarka (1904, Tolmin – 1990, Ljubljana)
- France Rutar, veterinar, partizan (1905, Ljubinj – 2004, Golnik)
- Viktor Klanjšček, gozdarski strokovnjak (1918, Pulj – 2001, Tolmin)
- Franjo Kordiš, gozdarski inženir, raziskovalec, znanstvenik, politični delavec, publicist; deloval v Tolminu (1919, Ravna Gora (Hrvaška) – 2017, Ljubljana)
- Andlovic Jože, kirurg, zdravnik, alpinist; zdravnik na Mostu na Soči, Gorska reševalna služba Tolmin (1923, Ljubljana – 2011, Gradišče nad Prvačino)
- Tončka Berlič, agronomka, partizanka (1925, Volarje – 2017, Brezovica pri Ljubljani)
- Anton Perdih, kemik (1939, Zatolmin –)
- Venceslav Rutar, fizik (1950, Modrej –)

## Umetnost

### Likovna umetnost, arhitektura, fotografija
- Andrej iz Loke, stavbar; v cerkvi sv. Brikcija na Volarjih je leta 1475 dozidal prezbiterij, tam je v steno cerkve vzidana njegova najstarejša plošča (konec 14. stol., Škofja Loka – druga polovica 15. stol., neznano)
- Gašper iz Tolmina, stavbar (15. stol., neznano – 16. stoletje, neznano)
- Tomaž Seljak (starejši), podobar (1839, Bukovo – 1884, Kneža)
- Tomaž Seljak (mlajši), slikar, podobar (1878, Kneža – 1964, Klavže)
- Francesco Krivec, fotograf (1886, Tolmin – 1962, Udine)
- Vincenc Lapajna (Cene), rezbar, slikar (1886, Ponikve – 1966, Spodnja Idrija)
- Danilo Devetak, libretist in slikar (1891, Tolmin – 1916, Lokvica na Krasu)
- Ivan Čargo, slikar, ilustrator, scenograf in karikaturist (1898, Tolmin – 1958, Ljubljana)
- Rudi Kogej, slikar (1899, Idrija – 1968, Tolmin)
- Julče Božič, slikar, ilustrator (1907, Spodnja Idrija – 1945, Idrija pri Bači)
- Milan Černigoj, arhitekt (1912, Tolmin – 1978, Maribor)
- Ljubo Brovč, akademski slikar (1919, Koritnica – 1974, Tolmin)
- Dušan Brešan (Andrea Bresciani), risar stripov, risar animiranih filmov (1923, Tolmin – 2006, Melbourne)
- Ivan Filli, slikar (amater) (1923, Tolmin – 1973, Šempeter pri Gorici)
- Rudi Šturm, akademski slikar; deloval na Tolminskem (1926, Vrsno – 1982, Šempeter pri Gorici)
- Vinko Torkar, arhitekt, publicist, oblikovalec (1947, Podbrdo –)
- Rudi Skočir, slikar, ilustrator, grafik (1951, Kamno –)

### Glasba
- Danilo Fajgelj, učitelj, skladatelj, organist; deloval v Tolminu (1840, Idrija – 1908, Gorica)
- Srečko Carli (Zarli), skladatelj, učitelj (1852, Tolmin – 1878, Tolmin)
- Ivan Lipušček, organist, urar, rezbar (1855, Pečine – 1934, Pečine)
- Janez Kokošar, glasbenik, skladatelj, zbiralec ljudskih pesmim, duhovnik (1860, Hudajužna – 1923, Grahovo ob Bači)
- Ivan Bajt, kulturni in prosvetni delavec, urednik, zborovodja, organist (1865, Ponikve – 1909, Gorica)
- Ivan Laharnar, organist, skladatelj (1866, Šentviška Gora – 1944, Šentviška Gora)
- Anton SImoniti (Tone), organist, čevljar, pevovodja, prosvetni delavec; začetki v Tolminu (1868, Fojana – 1954, Fojana)
- Peter Šorli (organist), pevovodja, organist (1872, Koritnica – 1923, Grahovo ob Bači)
- Franc Danijel Fajgelj, skladatelj (1873, Tolmin - 1895, Srpenica)
- Hrabroslav Otmar Vogrič, glasbenik, skladatelj, organist (1873, Materija – 1932, Tolmin)
- Vinko Filli, kulturni delavec, skladatelj (1879, Tolmin – 1948, Tolmin)
- Matija Bravničar, skladatelj (1897, Tolmin – 1877, Ljubljana)
- Zdravko Munih, zborovodja (1901, Most na Soči – 1966, Most na Soči)
- Franja Golob, operna pevka (1908, Podmelec – 1984, Buenos Aires)
- Zorko Fon, glasbeni pedagog, fotograf (1913, Tolmin – neznano)
- Marko Munih, dirigent (1936, Most na Soči –)

### Književnost in gledališče
- Ivan Kuk (Janez), pisatelj, publicist (1823, Tolmin – 1864, Dunaj)
- Jožef Kragelj, nabožni pisatelj, kronist (1845, Volče – 1917, Ljubljana)
- Alojzij Carli, duhovnik, prevajalec in pisatelj, publicist (1846, Tolmin – 1891 Most na Soči
- Anton Červ, duhovnik, pisatelj (1846, Koritnica – 1891, Koritnica)
- Andrej Smrekar, pesnik, prevajalec, duhovnik (1868, Kneža – 1913, Cleveland)
- Josip Kobal, pesnik, pisatelj (1870, Ponikve – 1888, Ponikve)
- Ivo Šorli, pisatelj, pravnik (1877, Podmelec – 1958, Bokalce pri Ljubljani)
- Alojz Gradnik, pesnik, sodnik, prevajalec; deloval v Tolminu (1882, Medana – 1967, Ljubljana)
- Ivan Pregelj, pisatelj, dramatik, pesnik, kritik (1883, Most na Soči – 1960, Ljubljana)
- Joža Lovrenčič, pesnik, pisatelj; deloval v Tolminu (1890, Kred – 1952, Ljubljana)
- France Bevk, pisatelj, pesnik, dramatik, prevajalec, urednik, politik; v Tolminu je po njem poimenovana osnovna šola (1890, Zakojca – 1970, Ljubljana)
- Ciril Drekonja, pisatelj, pesnik, učitelj, folklorist (1896, Temljine – 1944, Šentvid pri Ljubljani)
- Marija Kenda, pesnica (1898, Zakraj – 1984, Zakraj)
- Vladislav Klemenčič, pisatelj, učitelj (1898, Dolenja Trebuša – 1969, [[Ptuj]
- Milan Kuret, pesnik, duhovnik (1890, Šmarje pri Kopru – 1964, Podbrdo)
- Terezina Skočir, pesnica (1905, Žabče – 1995, Tolmin)
- Štefan Tonkli, pesnik, duhovnik; služboval v Tolminu (1908, Breginj – 1987, Gorica)
- Ciril Kosmač, pisatelj (1910, Tolmin – 1980, Ljubljana)
- Ljubka Šorli, pesnica, pisateljica, učiteljica (1910, Tolmin – 1993, Gorica)
- Stane Raztresen, gledališki igralec (1913, Tolmin – 1999, Trst)
- Mirko Mazora, pesnik, katehet, duhovnik; služboval v Tolminu (1913, Breginj – 1983, Gorica)
- Pavla Leban, pesnica, partizanka (1913, Poljubinj – 1993, Poljubinj)
- Jean Vodaine (Vladimir Kaučič), pesnik, grafik, slikar (1921, Čiginj – 2006, Pont-à-Mousson (Francija)
- Saša Vuga, pisatelj, dramaturg, scenarist, urednik in akademik (1930, Most na Soči – 2016, Ljubljana)
- Marija Ferjančič, književnica (1941, Zadlaz-Čadrg –)
- Zdravko Duša, novinar, urednik, scenarist, prevajalec, dramatik (1950, Čiginj –)

## Religija
- Štefan Golja, duhovnik (1689, Kneža – 1764, Gorenja Trebuša)
- Štefan Kemperle, duhovnik, folklorist, učitelj (1729, Hudajužna – 1789, Gorica)
- Andrej Foramiti, arhidiakon, duhovnik; deloval v Tolminu (18. stoletje, neznano – 18. stoletje, neznano)
- Martin Stergulc, duhovnik (1752, Tolmin – 1815, neznano)
- Bannes Johann, duhovnik; prvi cesarski župnik v Tolminu, skrbel za cerkve (1755, Kobarid – neznano)
- Andrej Jekše, duhovnik, prosvetni delavec (1816, Podmelec – 1894, Kobarid)
- Filip Jakob Kafol, duhovnik, pisatelj, politik, nabožni pisatelj, redovnik (1819, Pečine – 1864, Pečine)
- Anton Rutar, duhovnik (1826, Prapetno – 1875, Volče)
- Franc Červ, duhovnik (1851, Gorski Vrh – 1922, Kainbach)
- Jakob Fon, duhovnik, zapisovalec tolminskega ljudskega izročila (1852, Foni pri Volčah – 1917, Kred)
- Jožef Fabijan, duhovnik, vzgojitelj in podpornik pisatelja I. Preglja (1860, Branik – 1916, Podmelec)
- Ignacij Kobal, narodni delavec, duhovnik (1878, Prapetno Brdo – 1922, Gorica)
- Albert Leban, duhovnik, glasbenik; služboval v Tolminu (1878, Prvačina – 1928, Kojsko)
- Anton Rutar, duhovnik; služboval v Tolminu (1886, Drežnica – 1983, Gorica)
- Alojzij Kodermac, duhovnik, javni delavec; deloval v Tolminu (1892, Hruševlje – 1977, Vipovže)
- Edvard Ferjančič, duhovnik; v Tolminu deloval eno leto (1898, Vipava – 1957, Kojsko)
- Viktor Kos, duhovnik (1899, Podmelec – 1987, Šempeter pri Gorici)
- Peter Šorli, prosvetni delavec, politični delavec, duhovnik (1902, Grahovo ob Bači – 1988, Trst)
- Franc Prelc, duhovnik; pobudnik za nastanek komune v Čadrgu (1937, Podgorje pri Vremah –)
- Dominik Bizjak, duhovnik, teolog, kitarist, fotograf, pesnik; deloval v Tolminu (1952, Orehovica pri Podnanosu –)

## Pravo, gospodarstvo
- Jakob Bandel, davčni uslužbenec, pisar, ki je pobiral davke; povod za tolminski kmečki upor (1683, Gorica – 1752, Gorica)
- Karel Lavrič, deželni poslanec, narodni buditelj, politik, pravnik, organizator političnih taborov in čitalnic; deloval v Tolminu (1818, Prem – 1876, Gorica)
- Peter Kozler, pravnik, gospodarstvenik, geograf, politik, kartograf; deloval v Tolminu (1824, Koče – 1879, Ljubljana)
- Josip Devetak, podjetnik, politik (1825, Tolmin – 1899, Tolmin)
- Ignacij Kovačič, politik, posestnik, alpinist (1839, Most na Soči – 1914, Most na Soči)
- France Oblak, pravnik, pisatelj, publicist (1845, Slap ob Idrijci – 1917, neznano)
- Ivan Šorli, pravnik (1853, Klavže – 1932, Maribor)
- Matija Rutar, pravnik, politik (1856, Tolmin – 1941, Gorica)
- Ivan Lapajna, deželni poslanec, zemljemerec (1857, Ponikve – 1945, Ponikve)
- Henrik Tuma, odvetnik, politik, publicist, alpinist, domoznanec; deloval v Tolminu (1858, Ljubljana – 1935, Ljubljana)
- Peter Laharnar, pravnik (1858, Pečine – 1932, Dutovlje)
- Oskar Viljem Gaberščik, župan, politik, gospodarstvenik (1862, Tolmin – 1918, Ljubljana)
- Ivan Rojec, politik, duhovnik (1866, Trst – 1928, Tolmin)
- Alojzij Franko, odvetnik in politik (1886, Tolmin – 1962, Ljubljana)
- Amalija Regent, politična delavka (1888, Gorenja Trebuša – 1970, Celje)
- Lojze Vogrič, pravnik (1902, Slap ob Idrijci – 1987, Oakland)
- Franc Šavli, čevljar, družbenopolitični delavec (1903, Zatolmin – 1943, Vrsno)
- Albin Kovač, družbenopolitični delavec (1908, Znojile –)
- Štefan Bukovec, profesor, državni funkcionar, gospodarski izvedenec (1929, Kozaršče –)
- Boris Filli, pravnik (1931, Tolmin – 2011, Izola)
- Franc Bizjak, ekonomist (1942, Podbrdo –)
- dr. Andrej baron Winkler, okrajni glavar v Tolminu (1825, Nemci, Trnovo pri Gorici - 1916, Gradec, Avstrija)

## Vojska
- Simon Golja, kmetovalec, povezava s tolminskim kmečkim uporom (1620, Kneža – 1711, neznano)
- Matija Podgornik, eden izmed enajstih vodilnih kmečkih upornikov tolminskega punta (1673, Pečine – 1714, Gorica)
- Lovrenc Kragulj, eden od voditeljev tolminskega kmečkega upora (17. stoletje, Modrejce – 1714, Gorica)
- Andrej Laharnar, eden od voditeljev tolminskega kmečkega upora (17. stol., Šentviška planota – 1714, Gorica)
- Valentin Lapajna, eden od voditeljev tolminskega kmečkega upora (17. stol., Ponikve – 1714, Gorica)
- Gregor Kobal, eden od voditeljev tolminskega kmečkega upora (konec 17. stol., neznano – 1714, Gorica)
- Martin Munih, eden izmed enajstih vodij velikega tolminskega punta (neznano – 1714, Gorica)
- Marina Melhiorca (Mihova Marina), krošnjarka, tihotapka; podložnica tolminskega gospostva, vpletena v tihotapstvo (17. stol., Šebrelje – 18. stol., Šebrelje)
- Andrej Golja, kmečki upornik; eden od voditeljev tolminskega kmečkega punta (druga polovica 17. stoletja, neznano – 1714, Gorica)
- Anton Haus, admiral, mornariški častnik (1851, Tolmin – 1917, Pulj)
- Alceo Cattalochino, italijanski general (1863, Terni – 1917, Tolmin)
- Maurizio De Vito Piscicelli, italijanski vojak (1871, Neapelj – 1917, Kamno)
- Ferdinand Janež, general (1886, Tolmin – 1962, Ljubljana)
- Giuseppe Gabbin, italijanski vojak in letalec (1889, Settecomuni – 1917, Most na Soči)
- Ernesto Fogola, italijanski letalec (1891, Montereggio di Mulazzo – 1917, Hudajužna)
- Viktorija Kogoj, šivilja, tigrovka, aktivistka, borka NOB (1892, Kneža – 1979, Izola)
- Andrej Majnik, tigrovec, kulturni delavec (1893, Volče – 1975, Volče)
- Alfonz Štrukelj, tigrovec, učitelj (1894, Tolmin – 1984, Tolmin)
- Ilka Devetak-Bignami, partizanska obveščevalka (1896, Tolmin – 1944, Auschwitz)
- Peter Bizjak, tigrovec (1896, Podmelec – 1971, Kranjska Gora)
- Giuseppe Carli, vojak (1896, Barletta – 1915, Mrzli vrh)
- Albert Rejec (Berti), publicist, urednik in narodni delavec, tigrovec (1899, Tolmin – 1976, Ljubljana)
- Nikolaj Loncner, tigrovec (1900, Rut – 1941, Draga (dolina) pri Begunjah na Gorenjskem)
- Jakob Rutar, tigrovec, borec (1900, Čadrg – 1972, Ljubljana)
- Anton Rutar (Tone), partizanski borec, tigrovec (1901, Čadrg – 1996, Nova Gorica)
- Lucija Kenda, tigrovka (1901, Loje, Baška grapa – 1943, Trnovo)
- Jožef Šorli, tigrovec, borec, čevljar, trgovec (1901, Tolmin – 1944, Mauthausen)
- Jernej Luznik, tigrovec (1902, Žabče – 1974, Žabče)
- Marica Nartnik, učiteljica, žrtev komunizma (1905, Kozaršče – 1942, Kleč)
- Matija Rutar, tigrovec (1905, Čadrg – 1971, Jesenice)
- Anton Majnik (Tone), tigrovec, učitelj (1905, Volče – 1943, Ribnica)
- Tone Leban (Anton), tigrovec (1905, Žabče – neznano)
- Slavko Jelinčič, tigrovec, uradnik (1906, Podmelec – 1981, Podkoren)
- Maksimilijan Rejec (Maks), tigrovec, pravnik, učitelj (1907, Tolmin – 1943, Prode pri Kneških Ravnah)
- Franc Fortunat, tigrovec (1907, Tolmin – neznano)
- Alojz Šavli, tigrovec, borec, avtoprevoznik (1907, Tolmin – 1984, Celje)
- Franc Bizajl, tigrovec (1908, Rut – 1981, Rut)
- Feliks Rejc, tigrovec (1908, Kneža – 1979, Kneža)
- Bogomil Hvala, tigrovec, politični delavec (1908, Slap ob Idrijci – neznano)
- Venceslav Tuta, publicist, ekonomist, tigrovec (1908, Tolmin – 1980, Tržič, Italija)
- Marija Majnik, tigrovka, učiteljica (1909, Volče – neznano)
- Anton Laharnar, tigrovec (1909, Šentviška Gora – neznano)
- Ivan Leban, narodni delavec (1909, Žabče – neznano)
- Alojz Valentinčič, rodoljub, tigrovec, pravnik (1909, Kozaršče – 1986, Ljubljana)
- Franc Biček, častnik, partizan (1910, Prapetno Brdo – 1984, Ljubljana)
- Tone Koder, borec NOB (1910, Rut – 1944, Stol)
- Franc Golob, tigrovec, agronom (1910, Grahovo ob Bači – 2002, Ljubljana)
- Simon Kos, narodni mučenik, javni delavec (1911, Rut – 1941, Opčine)
- Ferdo Kravanja, tigrovec; organizator narodnoosvobodilne borbe na Tolminskem (1912, Čezsoča – 1944, Paljevo pri Desklah)
- Baldomir Podgornik, kapitan dolge plovbe (1913, Gorenja Trebuša – 1989, Portorož)
- Vida Janežič (Lučka), partizanka, aktivistka OF, narodna herojinja (1914, Podbrdo – 1944, Ljubljana)
- Jožef Valentinčič, zdravnik, tigrovec, rodoljub (1915, Kozaršče – 1989, Nova Gorica)
- Anton Ferjančič, družbenopolitični delavec, partizanski borec, narodni heroj; predsednik mestne organizacije zveze borcev v Tolminu (1915, Gradišče pri Vipavi – 1990, Piran)
- Mirko Zornik, tigrovec; deloval na Tolminskem (1921, Čezsoča – 1981, Nova Gorica)
- Vida Krošelj, partizanka (1924, Cerknica – 1942, Tolminski Lom)
- Dušan Munih, narodni heroj, partizanski borec (1924, Most na Soči – 1945, Boršt)
- Stefano Rizzardi, italijanski vojak (1925, Verona – 1943, Kanalski Lom)

## Šolstvo
- Ivan Krstnik Cruxilla, šolnik, filozofski pisatelj, duhovnik, redovnik, jezuit (1622, Tolmin – 1684, Celovec)
- Janez Evangelist Červ, učitelj, narodni buditelj, duhovnik (1809, Gorski Vrh – 1874, Libušnje)
- Ivan Kos, profesor (1849, Kneža – 1931, Pazin)
- Miha Golob, organizator goriških dijakov (1854, Obloke – 1873, Soča pri Pevmi)
- Josip Kenda, učitelj, folklorist (1859, Temljine – 1929, Gorica)
- Karolina Leban (Katarina), učiteljica (1868, Tolmin – 1964, Kanal)
- Anton Kutin, prosvetni delavec; deloval v Tolminu (1878, Trst – 1959, Ljubljana)
- Ivan Matelič, učitelj, prevajalec; deloval v Tolminu (1887, Trst – 1967, Ljubljana)
- Franjo Klavora, prosvetni delavec, šolnik; deloval v Tolminu (1899, Bovec – 1990, Šempeter pri Gorici)
- Ludvik Rutar, prosvetni delavec (1905, Grahovo ob Bači – 1986, Lesce)
- Andrej Šavli, šolnik, urednik, publicist in kulturni delavec (1905, Tolmin – 1990, Ljubljana)
- Stanko Murovec, učitelj, kulturni delavec (1906, Podmelec – 1982, Šempeter pri Gorici)
- Slavica Božič, učiteljica, družbenopolitična delavka (1910, Podbrdo – 1974, Ljubljana)
- Ivan Rutar, učitelj (1930, Poljubinj –)
- Cvetka Rutar, učiteljica (1962, Tolmin –)

## Šport
- Henrik Biček, nogometaš, partizan (1919, Prapetno Brdo – 1942, Dragoše)
- Matej Jug, nogometni sodnik (1980, Tolmin –)
- Benjamin Melink, nogometaš (1982, Tolmin –)
- Tim Lo Duca, nogometaš (1985, Tolmin –)
- Aljaž Laharnar, nogometaš (1987, Tolmin –)
- Andrej Rutar, nogometaš (1987, Tolmin –)
- Gaj Rosič, nogometaš (1987, Podbrdo –)
- Kristjan Čujec, nogometnaš (1988, Tolmin –)
- Sašo Taljat, kanuist, kajakaš; živi na Tolminskem (1989, Šempeter pri Gorici –)
- Luka Božič, kanuist, kajakaš; živi na Tolminskem (1991, Šempeter pri Gorici –)
- Jaka Hvala, smučarski skakalec (1993, Ponikve –)
- Nejc Hozjan, nogometaš (1995, Tolmin –)

## Drugo
- La Toya Lopez (Lili Murati), pornografska igralka, televizijska voditeljica in model; živela v Tolminu (1981, Makedonija –)